# Skurup (comuna)
Skurup (em sueco: Skurups kommun) é uma comuna da Suécia localizada no condado de Escânia. Sua capital é a cidade de Skurup. Tem 194 quilômetros quadrados e pelo censo de 2018, havia 15 759 habitantes.